# Corny (Lebensmittel)

Logo

Corny ist ein von den Schwartauer Werken als Müsliriegel beworbenes Produkt, das seit 1984 produziert wird. Corny-Müsliriegel gehören zur Gruppe der nicht gebackenen Müsliriegel. Zur Herstellung werden unterschiedliche Rohstoffe verwendet, dazu zählen je nach Sorte unter anderem Milch- oder Zartbitterschokolade, Mehl, Zucker und Getreideflocken.
Corny ist der bekannteste Müsliriegel in Deutschland.

## Geschichte
Die Geschichte der Corny-Müsliriegel beginnt Anfang der 1980er-Jahre, als ein ehemaliger Geschäftsführer der Schwartauer Werke, Werner Holm, auf einer Geschäftsreise nach Kanada die dort und in den USA bekannten Cereal Bars (übersetzt Müsliriegel) entdeckte. Er nahm die Idee mit nach Deutschland und führte die Müsliriegel unter dem Namen Corny in verschiedene Testmärkte ein. Im Jahr 1984 folgte die offizielle Markteinführung unter dem Namen „Corny, der Müsliriegel“.
Zum Zeitpunkt der Markteinführung gab es weder in Deutschland noch in Europa ein vergleichbares Produkt. Corny stellte im Vergleich zu den beliebten „süßen“ Riegeln einerseits eine Neuheit, andererseits, aufgrund der Unbekanntheit, ein Risiko dar. Corny wurde zunächst in den Regalen der süßen Riegel platziert. Der Erfolg stellte sich allerdings erst ein, als „Corny, der Riegel“ in „Corny, der Müsliriegel“ umbenannt wurde und fortan bei Müslis und Cornflakes zu finden war.
Zudem steigerte eine große Werbeoffensive in den klassischen Medien Fernsehen, Radio und Print die Bekanntheit des Produkts. Dabei setzte Corny unter anderem auf damalige Leistungssportler. Der Radprofi Jan Ullrich (2000) und die Schwimmerin Franziska van Almsick (2002) warben zum Zeitpunkt ihrer größten Erfolge in den TV-Spots für Corny. 2009 kam mit dem Moderator Johannes B. Kerner ein weiteres prominentes Gesicht hinzu. Der berühmte Käfer-Spot von 1997 dürfte bis heute der wohl bekannteste TV-Spot von Corny sein. Mittlerweile ist Corny Marktführer in Deutschland. Die Schwartauer Werke produzieren 375 Millionen Cornys im Jahr (Stand 2019).
Zur Herstellung der Riegel werden verschiedene Rohstoffe wie Getreide-, Nuss- und Fruchtsorten miteinander kombiniert und anschließend erwärmt. Die erwärmte Getreidemasse wird im nächsten Schritt mit erhitztem Zuckersirup aus Honig, Haushaltszucker und braunem Zucker vermengt, zu einem Getreideteppich ausgerollt und der Riegel in seine bekannte länglich-schmale Form gebracht. Je nach Sorte wird der Riegel anschließend in eine Glasur – z. B. aus Schokolade – getunkt und erhält in diesem Fall so seinen bekannten Schokofuß. Nach dem Abkühlen erhält der Riegel seine Verpackung.
Die ersten Corny-Müsliriegel wurden, im Gegensatz zu heute, nicht in Faltschachteln, sondern in Zellophan verpackt. Corny war anfangs ohne zusätzliche Geschmacksrichtung erhältlich. Die erste Sorte mit Geschmack nannte sich Schoko-Corny-Müsliriegel. Dabei wurde der untere Teil des Riegels in Milchschokolade getaucht. Heute ist Corny in verschiedenen Sorten wie Schokolade, weiße Schokolade, Cocos, Joghurt oder Haselnuss erhältlich.

## Sorten

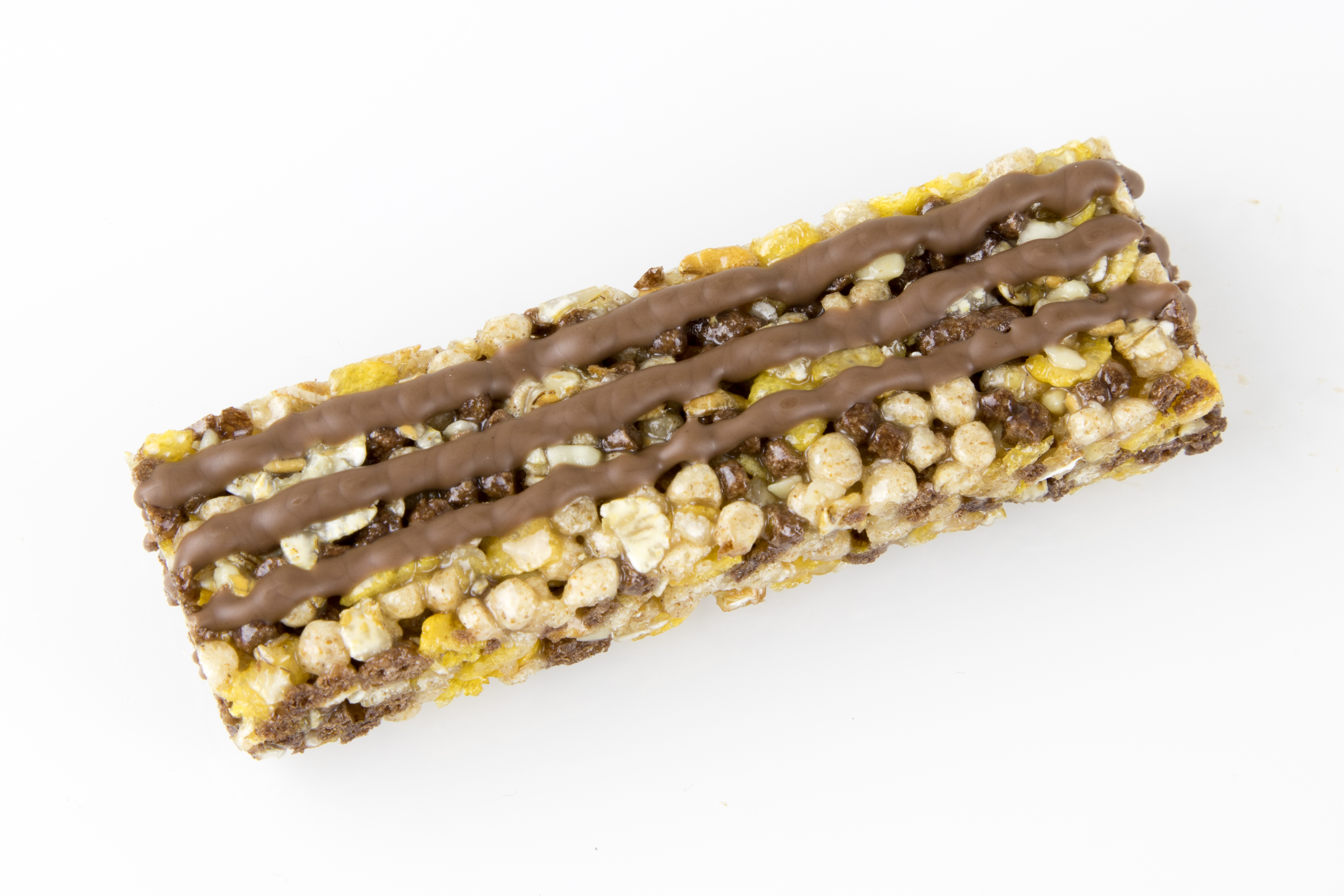
Corny free Schoko

Mit Corny Classic, Corny free, Corny BIG, Corny Milch und Corny nussvoll gibt es fünf Submarken, die allesamt in ganz unterschiedlichen Geschmacksrichtungen erhältlich sind.
Eine weitere Variation ist Corny nussvoll. Diesen Riegel gibt es seit 2011 und bisher in den Sorten erdnuss & vollmilch, mandel & weiße schokolade, nuss-quartett & traube, sowie dreierlei nuss & karamell. Sie zeichnen sich durch einen besonders hohen Nussanteil von über 50 % aus. Seit Juni 2013 gibt es im Handel die neue Sorte Corny Ländergenuss. Im Oktober 2019 gibt es im Handel als Neuheit auch einen süßen Brotaufstrich von Corny.

## Übersicht
- Corny Classic in den Sorten Schoko, Schoko-Banane, Nussig, Dunkle Schoko, Cocos, Erdbeer-Joghurt, Süß&Salzig und CRISP!
- Corny free ohne Zuckerzusatz in den Sorten Schoko, Weiße Schoko, Haselnuss, Nuss-Nougat, Kirsche-Joghurt und Joghurt
- Corny BIG größerer Einzelriegel in den Sorten Schoko, Schoko-Banane, Erdnuss-Schoko und Dunkle Schoko-Cookies
- Corny Milch mit dem Plus an Calcium
- Corny nussvoll mit einem Nussanteil von über 50 %[4]
- Corny Crunch in der Sorte Hafer & Honig
- Corny Limited Edition ist eine Variation des Müsli-Riegels, die es über einen bestimmten Zeitraum gibt und deren Sorten auf die jeweilige Jahreszeit abgestimmt sind. Es gibt z. Zt. eine limitierte Edition für Sommer und Winter.
- Corny Ländergenuss in den Sorten Café con leche – espanol, Mousse au chocolat – francaise und Stracciatella – italiana, wobei diese Riegel nicht in einer 8er Packung, sondern nur zu 6 Stück verkauft werden, gleichzeitig verringert sich das Gewicht je Riegel von 25 g auf 23 g.
- Happy Birthday Corny zum 30. Geburtstag in den Sorten Heidelbeer-Cupcake, Schwarzwälder Kirschtorte und Weiße Schoko-Cookies

## Kritik
Im August 2009 veröffentlichte die Verbraucherschutzorganisation Foodwatch die Ergebnisse einer Untersuchung verschiedener Corny-Riegel. Die Organisation stellte fest, dass das Produkt eine „klebrige, hochgradig verarbeitete Industrie-Süßigkeit“ sei, die keineswegs, wie von Schwartau behauptet, „das Beste aus dem Korn“ biete und „leckere Energie und Kraft für den Tag“ liefere. Laut Foodwatch stehe die auf der Verpackung dargestellte falsche Produktabbildung in Widerspruch zum Täuschungsverbot des deutschen Lebensmittelrechts.
Die Organisation stellte des Weiteren fest, dass der im Regelfall zu einem Drittel aus Zucker und nur zu zehn Prozent aus Getreideflocken bestehende Riegel keineswegs, wie von Schwartau behauptet, eine „gesündere Alternative zu Schokoriegeln“ darstellt. Der Riegel habe mit 1839 kJ (=439 kcal) pro 100 g nur 222 kJ (=53 kcal) weniger als der Schokoriegel Twix. Auf Medienanfragen erklärte das Unternehmen, es sei „sehr an einer Transparenz“ gegenüber den Verbrauchern interessiert. Auf der Schwartau-Webseite und den Corny-Produktverpackungen seien alle Zutaten aufgeführt. Die Zutatenliste enthalte auch „die Mengenangaben von den wesentlichen wertgebenden Inhaltsstoffen“.

## Belege
1. ↑  GfK, 1tes HJ 2012
2. ↑  AC Nielsen; LEH > 100QM exkl. Aldi, Marktanteil nach Umsatz, 1tes HJ 2012
3. ↑  FAZ Nr. 53, 4. März 2019, S. 20.
4. 1 2
5. ↑  Corny Ländergenuss 2013 – Promotion des Herstellers (Memento vom 18. Oktober 2014 im Internet Archive)
6. ↑  Foodwatch: Corny Schoko von Schwartau – Der Müsli-Imitat-Riegel, 5. August 2009, unter abgespeist.de (Memento des Originals vom 23. August 2009 im Internet Archive)  Info: Der Archivlink wurde automatisch eingesetzt und noch nicht geprüft. Bitte prüfe Original- und Archivlink gemäß Anleitung und entferne dann diesen Hinweis.
7. 1 2  Foodwatch wirft Schwartau Verbrauchertäuschung vor, 6. August 2009, unter SPON
8. ↑  foodwatch, Der Müsli-Imitat-Riegel, 5. August 2009 (Memento des Originals vom 3. September 2009 im Internet Archive)  Info: Der Archivlink wurde automatisch eingesetzt und noch nicht geprüft. Bitte prüfe Original- und Archivlink gemäß Anleitung und entferne dann diesen Hinweis.